# Blanchard (Louisiane)
Pour les articles homonymes, voir Blanchard.
Blanchard est une ville de la paroisse de Caddo dans le nord-ouest de l'État américain de Louisiane. Sa population était de 2050 habitants au recensement de 2000. Elle fait partie de la région statistique métropolitaine de Shreveport-Bossier City.

## Personnalité liés à la ville
- Colonel Cecil “Lee” Clark, lieutenant colonel de l'armée américaine et officier des forces spéciales.
- Danny Johnson, joueur de guitare qui a accompagné Rick Derringer, Alice Cooper, Rod Stewart, Axis et actuel guitariste de Steppenwolf.
- Hal Sutton, joueur de golf professionnel.

## Source
- (en) Cet article est partiellement ou en totalité issu de l’article de Wikipédia en anglais intitulé « Blanchard, Louisiana » (voir la liste des auteurs).